# Feminal
Feminal sorgí com a suplement de la revista La Il·lustració Catalana el 28 d'abril de 1907. De caràcter feminista i amb la finalitat que la dona catalana elevés el seu intel·lecte, la revista Feminal es publicà, mensualment, durant 10 anys, amb un total de 128 números. A càrrec de Carme Karr i amb el suport i col·laboració de molts artistes i erudits, es va convertir en el primer impuls d'un moviment que proporcionaria a la dona la llibertat de la qual tant havia estat privada.
Avui dia, existeix una edició facsímil de la col·lecció completa a la Biblioteca de Catalunya i a la Biblioteca de Comunicació i Hemeroteca General de la Universitat Autònoma de Barcelona, així com una edició digital a la Biblioteca Virtual Joan Lluís Vives.

## Història i ideologia

### Els primers anys deFeminal(1907-1908)[calcitació]
La creació de la revista l'any 1907 sorgeix com a projecte personal de Carme Karr, coneguda escriptora i musicòloga, gràcies als contactes que fa mentre treballa de col·laboradora amb diaris com Joventut i L'Avenç. Serà el director del primer qui aconselli a Karr que Feminal es publiqui com a suplement d'un diari conegut, per augmentar-ne la tirada i afavorir-ne la difusió. Així, amb el fort sentiment catalanista que corria pels carrers i la voluntat de reivindicar la força de la dona, la revista posa de manifest, ja en el seu primer número, els objectius que hi imperen:
| « | “Sembla que convé feminisarla [la dona], elevant son intelecte (...) perquè esdevingui la vera companya somniada de l'home estudiós y emprenedor. (...) Creyem arribada l'hora d'encaminar dreturerament l'intelecte de la nostra dòna. Volem que per cultivar son esperit no hi calgui beure forçosament en fonts llunyanes. (...) D'aquells paíssos avansats d'ahont ens arriban alenades de feminisme, no'n podem rèbreho tot; cal ferne una selecció que s'avingui ab lo qu'es ara Catalunya, y aquesta selecció té d'esser feta paulatinament.” | » |

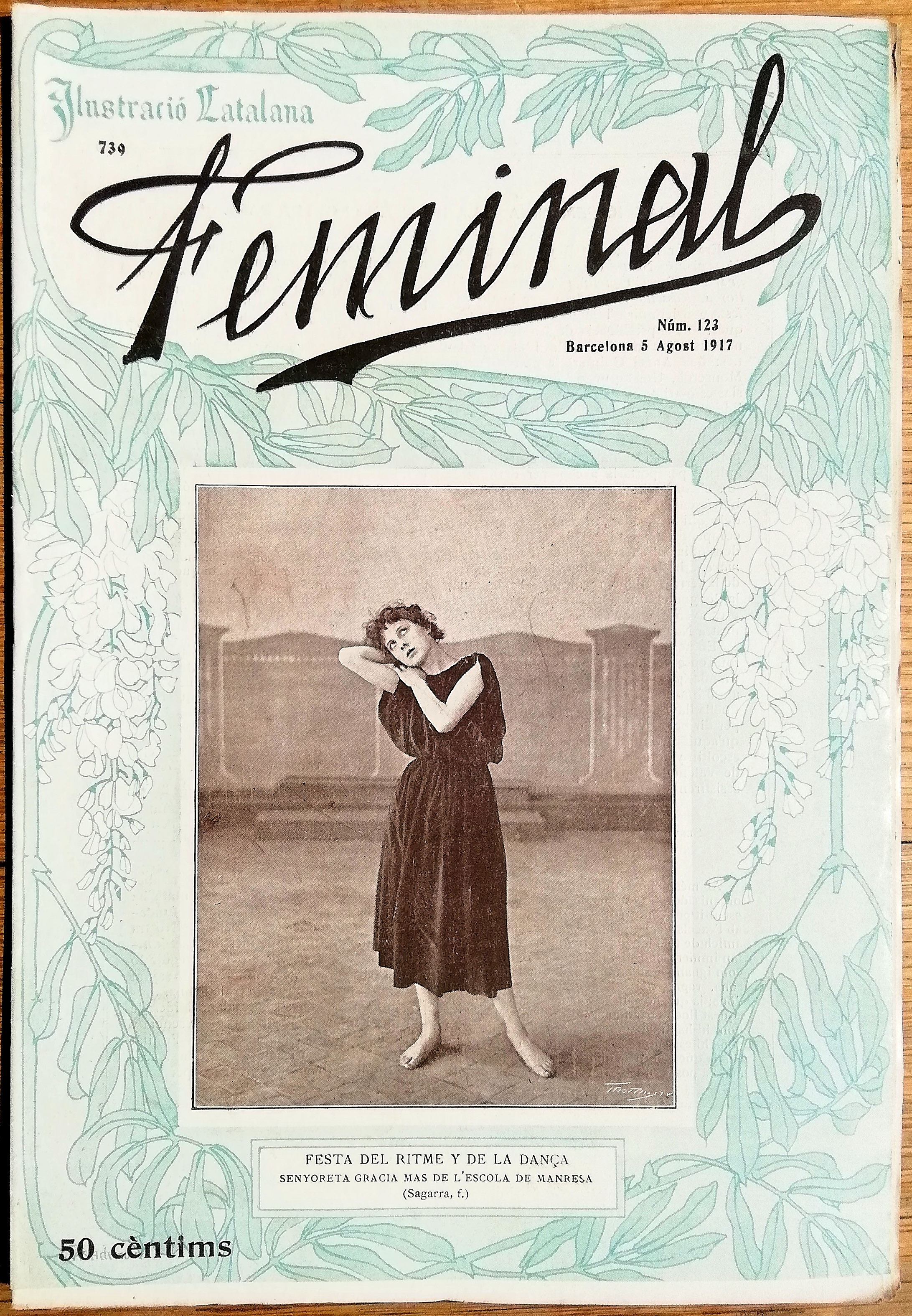
Exemplar de la revista Feminal de 1917, l'últim any de publicació

Amb aquestes paraules, Karr esmenta la situació del feminisme a nivell europeu. Ja des de finals del segle xix les dones europees havien començat a manifestar-se pels seus drets polítics, però la visió de Feminal apunta a un futur més pròxim, a uns objectius més "pràctics".
A França i Anglaterra es comencen a veure dones lluitant per un lloc més considerat en la societat, que no el de mare i muller sense veu. A Catalunya, la situació delicada del poble, l'ascens de la burgesia i les condicions laborals desfavorables fan que la dona hagi de sortir de la llar per ajudar a mantenir la seva família, trobant un lloc de treball. És un fet que provoca molta controvèrsia dins els cercles religiosos però que crearà l'impuls necessari perquè les dones busquin una millor educació i una presència més digna.
Carme Karr, doncs, promou un nou ideal de dona. Aquella dona capaç de comprendre els afers del seu marit, aquella dona que llegeix, escolta, coneix i gaudeix de la bona música; aquella dona que valora l'art i es valora a si mateixa.
Durant els primers anys, doncs, la revista es dedica a recollir escrits, partitures, pintures i altres obres de dones que han marcat la història de Catalunya, com poden ser Victor Català, Dolors Monserdà i Macià o Lluïsa Vidal. A més, també es troben entre les seves pàgines informacions i articles sobre la situació de les dones a altres llocs d'Europa. Corresponsals a Anglaterra i França com ara Rachel Challice i Violette Bouyer-Karr, donen suport a les catalanes i les animen a fer-se un lloc en la societat. A mesura que passen els anys, s'estenen els horitzons i comença a parlar-se també de les dones de l'Àfrica i de l'altre costat del mar.
És evident que el públic a qui es dirigien aquestes publicacions comptava amb una majoria de dones, però molts van ser també els homes que ja des d'un principi es van interessar per Feminal, alguns amb respecte, altres amb por. Alguns personatges de la cultura i societat catalana van voler col·laborar amb la revista d'alguna manera, i és així com podem trobar-nos articles d'escriptors cèlebres com Josep Pin i Soler, que en un dels primers números de la revista aconsellava a la directora de Feminal que dirigís la revista cap a un grup concret de dones catalanes, aquelles filles de productius que acabarien només per casar-se i cuidar de la llar, ja que "són gran número i descuiden la seva educació escolar". En la mateixa carta, li desitja llarga i rica vida a la revista.
Però no només es tractava d'una revista encarada a l'art. Tot i que aquest hi tenia un paper predominant, Feminal també s'ocupava d'informar a la dona catalana de tota l'actualitat amb relació a les festes, els actes solidaris i oficials i les últimes novetats en ciència i tecnologia. És així que hi llegim notícies com l'arribada de la primera "màquina voladora" a Catalunya, o les noves modes en vestimenta i esports a Europa; també les notícies, bones o dolentes, que envolten Barcelona, com les inundacions ocorregudes a l'octubre del 1907, que impulsen les dones catalanes a prendre part en les labors de suport; promovent concursos de tota classe entre les lectores, mentre acomodaven, entre les pàgines, les obres i vides de dones memorables, per crear un sentiment d'unió entre totes elles que els permetés veure's com un grup que, unit, podria fer molt més del que creia.
Així es fomenta el que serà l'esquema bàsic que a partir d'ara seguirà la revista. Durant els seus deu anys de publicacions, han estat molts els temes abordats per Feminal, des de la Setmana Tràgica, que provocà en Carme Karr un punt d'inflexió (que palesà en un article que ocupà més d'un número de la revista), fins a la Primera Guerra Mundial, que va acabar amb ella.
El 1925, vuit anys després de la suspensió de Feminal i de la retirada de la seva directora original, la revista va tornar a obrir la seva redacció i continuà publicant els seus números durant un temps, ara sí lluitant més fervorosament pels drets de la dona en la política i la societat, com les seves germanes estrangeres, fent front a una dictadura, la de Primo de Rivera, que amenaçava de treure'ls-hi tot el que havien guanyat amb el temps.

### Els anys de canvis (1909-1916)

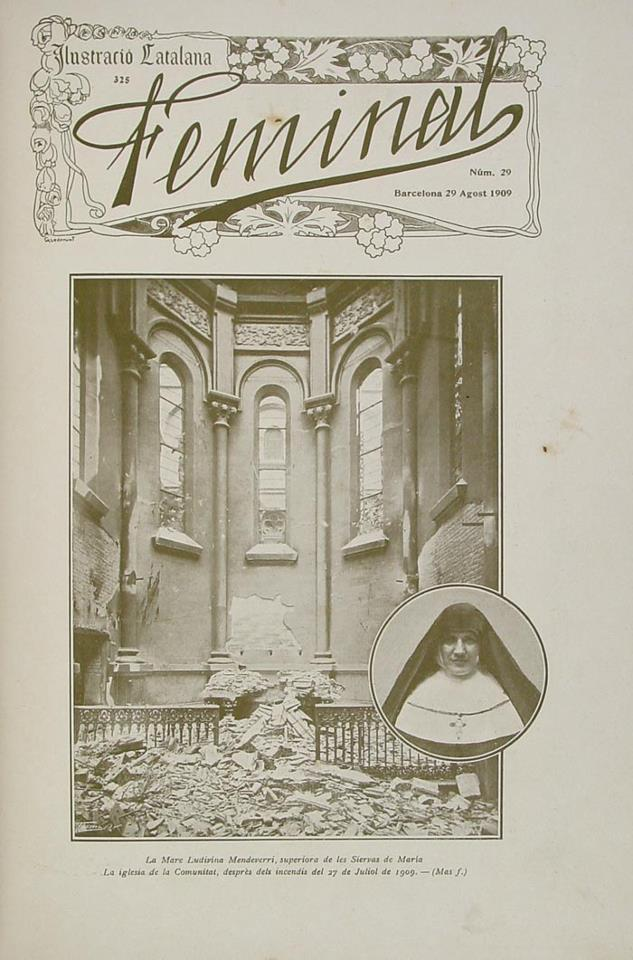
Església de la Comunitat després dels incendis del 27/07/1909

La Setmana Tràgica a Barcelona, que va esclatar l'any 1909 a la ciutat, i els diferents conflictes bèl·lics del moment, com la Primera Guerra Mundial, van tenir un paper important en el notable canvi que s'aprecia a la revista Feminal quant a la percepció de la figura de la dona a la societat.
La Primera Guerra Mundial va ser tot un esdeveniment i un canvi de la societat com fins ara es coneixia. La revista Feminal es va veure afectada per aquesta situació del moment; els diferents col·laboradors escrivien planes i planes exigint que s'acabés la guerra i feien una crida a la pau. En aquests anys es va crear el CFPC (Comité Femení Pacifista de Catalunya) que realitzava diverses tasques i altres grups i associacions que lluitaven dia a dia; moltes de les dones del moment van anar a treballar com a infermeres per ajudar els ferits de la guerra. D'aquestes dones se'n dediquen nombrosos articles dins les revistes compreses en els anys que va durar la guerra.
En aquesta etapa de guerra la revista es va preocupar molt de mostrar a les dones de l'època el seu poder com a mares i esposes; la influència que aquestes tenien sobre el sexe masculí. Moltes vegades aquests articles dirigits a les dones esposes fan referència a la utilització de la seva sexualitat com a fre perquè els marits no participin en aquesta guerra. En altres casos fan un crit a les mobilitzacions violentes com tallar carrers, anar amb les marxes de soldats i impedir el pas des d'aquí; aquí també s'aprofita per criticar que treballin per endolcir la guerra i no pas per aconseguir la pau.
Com a resposta a la situació social i a la devastació dels períodes de guerra i rebel·lió, la dona es veu obligada a implicar-se al món laboral i a la societat per tal de provar de superar les adversitats. Aquest fet, fins al moment, havia estat "tasca d'homes".
En els trenta números aproximadament que engloben aquests tres anys, incrementa l'interès per la formació i l'educació de la dona a les pàgines de Feminal. Així, la situació social de la dona adopta un caire més notable i adquireix una veu que havia estat silenciada durant molt temps. Aquesta nova percepció queda reflectida, per exemple, en alguns dels articles d'obertura, molts d'ells sota el rotund títol "Sobre feminisme". La dona es presenta com una figura autònoma, amb possibilitats i amb ideologia pròpia.

### Caiguda (1916 - 1917)[calcitació]
La crisi del 1917 afectà seriosament Catalunya donada l'onada d'anticatalanisme que neix durant aquests anys.
El període de decadència ve donat, en primer lloc, pel desacord de l'exèrcit a acceptar els ascensos que s'atorgaven a soldats africanistes per sobre d'ells. La seva oposició arriba fins al punt de crear les Juntes de Defensa, les quals pressionaven l'Estat per tal d'aconseguir el lloc que creien merèixer.
Sota la pressió dels militars, el Govern decideix tancar les Corts Catalanes, començant així amb les dificultats que va trobar el poble català. De fet, s'intenta restaurar el sistema català amb l'Assemblea Nacional de Parlamentaris. Però l'Assemblea va ser dissolta després de dues reunions i represa per l'Estat.
És aquí, l'any 1917, quan comencen els períodes d'aixecament popular i de crisi. El poble català és fortament reprimit, sobretot quant a la cultura i la societat catalana.
Amb aquestes dades, es pot deduir que la revista Feminal va trobar serioses dificultats, tant econòmiques com socioculturals, per continuar publicant. La situació al carrer era prou precària quant a la llibertat dels catalans, i per tant, a la seva possibilitat d'expressió. A més, el fet de tractar-se Feminal d'una revista de caràcter feminista, no facilitava les coses donat el paper secundari de la dona en aquests moments.
També cal tenir molt present l'alçament de Primo de Rivera el 1923, imposant la seva dictadura. No només va prohibir qualsevol símbol catalanista, la qual cosa reforçà l'oposició del poble català, si no que a més va endeutar la hisenda pública realitzant remodelacions desorbitades. La repressió al poble era una situació habitual als carrers. Tal va ser la seva desmesurada ambició, la qual portà a terme per sobre de tot i de tots, que va haver de dimitir l'any 1930 davant la pèrdua considerable de suport, sobretot per part de l'exèrcit.

### El retorn deFeminal(1925)
Tot i que la dictadura estava a l'ordre del dia, Feminal va poder resorgir de les seves cendres el 1925, adoptant un caràcter molt més ferm i decisiu. Aquesta nova empenta de la publicació ve impulsada per la fundació d'Acció Femenina, l'any 1921, per part de Carme Karr.
Creada abans que Primo de Rivera ascendís al poder, l'organització comptava amb dones dedicades que lluitarien pels seus drets. Durant aquesta època, la dona havia millorat la seva posició, encara que fos de manera subtil. Primo de Rivera havia permès només a les dones solteres i les vídues amb pàtria potestat que ocupessin càrrecs polítics; això desperta un coratge en les dones catalanes que les portarà al nivell de les germanes europees.
Feminal, aquest cop publicada en castellà, es dedicarà durant aquesta segona etapa a proclamar els seus drets civils i polítics, a lluitar per una posició que equivalgués a la de l'home, a poder decidir la seva sort, a no ser trepitjada. En aquests moments no compten amb cap protector:
| « | No somos, como algunos creen, por ser feministas enemigas del hombre... pero somos enemigas de las injusticias de ciertas leyes, hechas por los hombres. | » |

És probable que justament per aquest motiu, la segona etapa de la revista no fos gaire llarga. Poc després Feminal va tancar les portes definitivament, però el seu valor roman indiscutible. Les dones catalanes, així com les de la resta del país, van veure els seus esforços recompensats, i tot i que no en tots els àmbits aconseguiren la igualtat vers el paper de l'home, el vot femení fou aprovat el 1931, al bressol de la primera República.

## Col·laboradores i col·laboradors[9]

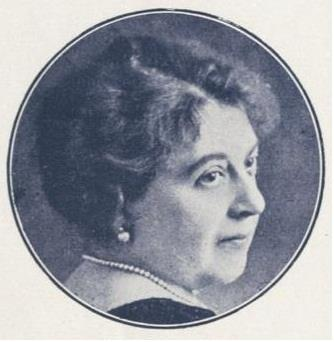
Carme Karr i Alfonsetti

- Caterina Albert (Víctor Català). Escriptora catalana premiada als Jocs Florals de l'any 1898. Tot i rebre els guardons amb les dues obre presentades, la seva composició teatral "La infanticida" va ser motiu d'escàndol al jutjat pel fet de ser una dona. Serà a partir d'aquest moment que començarà a emprar el pseudònim Victor Català. La seva gran obra és "Solitud"(1906).
- Violette Bouyer-Karr (corresponsal a França). Germana de Carme Karr.
- Carme de Burgos Seguí (corresponsal a Madrid). Escriptora i periodista nascuda a Almeria que es dona a conèixer gràcies a la seva col·laboració a la col·lecció narrativa "El Cuento Semanal" (1907). Va estar molt implicada en la lluita sociopolítica, defensant els sectors socials més desfavorits. Mor d'un atac al cor mentre marxava amb el Círculo Radical Socialista, partit polític al qual estava afiliada.
- M. Casademunt
- Rachel Challice: Corresponsal de Feminal a Anglaterra. Era una escriptora molt reconeguda a l'època i gran emprenedora, i també traductora de moltes novel·les espanyoles per a les edicions al seu país. Mor el 1909 a causa d'una malaltia. Feminal li dedica unes paraules de condol i un article sobre la seva persona.[10] La secció "Lo que's diu a Inglaterra" morirà amb ella.
- Maria Domènech i Escoté. Escriptora catalana defensora de la dona i la seva posició com a treballadora a Catalunya i Madrid. L'any 1912 va fundar la Federació Sindical d'Obreres.
- Maria Gràcia Bassa i Rocas. Poetessa catalana. Resident a la Pampa, es va implicar molt en l'activitat dels catalans a Amèrica.
- Eva Illing
- Mª Josepha Massanés. Gran col·laboradora de la revista, que mor l'any 1916,mestra de Dolors Montserdà. Poetessa i dramaturga tarragonina que començà a escriure en català a partir del 1859, moment en què va començar a participar en els Jocs Florals. De fet, va ser coronada reina dels mateixos l'any 1862.
- Roser Matheu i Sadó. Poetessa, biògrafa i defensora de la dona. Escriu obres de caràcter feminista com "Quatre dones catalanes(1972) i "Les cinc branques: poesia femenina catalana"(1975)
- Dolors Monserdà de Macià. Juntament amb Carme Karr de les dones més importants en el personal de la revista. Escriptora impulsora de moviments socials i feministes al costat de Carme Karr i participant habitual dels Jocs Florals. D'aquest certamen en va sortir guardonada a les edicions dels anys 1878,1882 i 1891. Va ser la creadora del Patronat d'Obreres de l'Agulla.
- Remei Morlius de Andreu. Escriptora i poetessa nascuda a Barcelona l'any 1854. Va assolir cert prestigi al món literari gràcies a la seva col·laboració a obres com "La lectura popular. Biblioteca d'autors catalans" i la seva participació a diferents edicions dels Jocs Florals, sent guardonada amb la "Flor Natural" el 1911.
- Josep Pin i Soler. Prosista, traductor i dramaturg realista de Tarragona. El 1899 arriba a Barcelona, treballant a la indústria Güell. La seva obra literària va creixent fins al punt d'ingressar a l'Acadèmia de Bones Lletres de Barcelona el 1912 i de la Llengua Catalana el 1917.
- Joana Romeu. Pseudònim que utilitzava la directora de Feminal Carme Karr. Feminista declarada, periodista, escriptora, musicòloga i publicista, va ser una personalitat molt influent en el moviment feminista català del segle xx. Membre actiu del Comitè Femení Pacifista de Catalunya i d'Acció Femenina (1921), i de la Llar (1913), primera residència per a una ampliació d'estudis de professores i estudiantes i Escola de la Dona.
- Joaquima Rosal de Rosals.
- Coloma Roselló de Sans. Escriptora que realitza intervencions a manera d'articles i historietes.
- Josep Mª Roviralta
- Joaquim Ruyra i Oms. Escriptor i poeta català que cultivà la poesia marginal amb títols com "Fulles ventisses"(1919).
- Montserrat Valls
- Lluís Via. Poeta, periodista i traductor, director de la revista "Joventut"i membre de l'Acadèmia de Bones Lletres. A la seva obra literària s'hi troba una notable influència de Joan Maragall

## Contingut
L'estructura de Feminal segueix una línia bastant similar durant tots els seus anys de publicació. La revista, tot i que estava més encarada cap a la cultura i l'art, tocava temes de tota classe, per tal d'informar a la dona i motivar-la a prendre part en la història de la seva terra. Moltes són les seccions que es dedicaran a cobrir activitats quotidianes i notícies sobre la burgesia i la vida social a Catalunya, però també es podran veure articles de caràcter ètic, històric i educacional que intentaran provocar una reacció en les seves lectores.
- Fets històrics

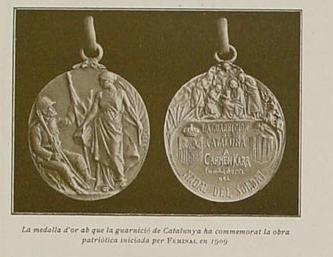
La Guarnició de Catalunya concedí medalles d'or a Feminal per la recaptació de béns dins la seva obra patriòtica "Nadal Soldat Català".

En aquest aspecte, Feminal es dedicà a prendre nota de tot allò que succeïa a Catalunya i a la resta del món i com això podia afectar la societat i a la dona. Entre ells trobem referències a avenços científics i tecnològics, com poden ser l'arribada de l'avió o les primeres proves de fotografia a color perpetrades pels germans Lumière.
Molts cops es donava una mirada més profunda a aquells fets que feien tremolar l'estabilitat general i s'intentava captar l'atenció de les dones per ajudar en temes de beneficència i ajuda als més necessitats, com per exemple les famílies que deixen enrere els obligats a combatre a la guerra de Melilla.
| Fets històrics |
| --- |
| - Inundacions d'octubre del 1907. - Nadal del soldat català - Arribada del primer aeroplà a Barcelona, milers i milers de persones ho foren a presenciar al camp d'aviació. - Una mirada a les suffragettes londinenques i la seva lluita pel dret al vot. |

- Festes, celebracions i homenatges

Documentaven festes tant cristianes com de la ciutat. També inclús si eren privades, promogudes per l'alta burgesia o la noblesa. Festes majors, festes tradicionals, festes de caràcter eucarístic, etc. També comptaven amb un seguiment important dels Jocs Florals i les celebracions d'interès cultural. Alguns números tenien una secció dedicada als esports i feien reportatge de curses i concursos d'hípica, esquí, patinatge.
| Fets històrics |
| --- |
| - Celebració a la casa del diputat a corts Lluis Ferrer-Vidal amb motiu de la comunió de la seva filla Alícia. Dues nenes desfavorides també van fer la comunió gràcies a ell. |

- Cultura

Feminal aportava a cada revista les estrenes més importants dels teatres com ara Romea, Teatre Principal o Liceu, i parlava de les obres amb més bona acollida tant d'escriptors catalans com estranger. També documentaven els cicles de concerts i els artistes de l'estranger convidats.
Ressenyaven títols de llibres acabats de publicar tant nacionals com estrangers.
| Fets històrics |
| --- |
| - El festival Wagner al Liceu pel musicògraf Joaquim Pena. - "Reyna jove" de Guimerà tromfa al Principal. - Publicació de "Pauvres Diables" per Na Violette Bouyer-Karr. |

- Societat

Una altra secció s'ocupava d'apunts fotogràfics sobre: notícies de Barcelona, qüestions d'assistència social i mèdica, vida quotidiana de la burgesia, llars barcelonines, moda de l'època, etc. Anunciaven els nous casaments de nobles i alta burgesia de la ciutat, i fins i tot algunes comunions de filles de barcelonins importants. També cobrien funerals i visites d'artistes estrangers o visites de noblesa.
| Fets històrics |
| --- |
| - Visita de la infanta donya Isabel de Borbon, assistint en nom d'Alfons XIII a les festes vigatanes amb motiu del centenari del filòsof Jaume Balmes. (42) - Wanda Landowska (pianista) visita Barcelona i ofereix concerts. - Mela Mutermilk, artista polaca visita Barcelona |

- Lleure i obra social

Durant una etapa de la revista també es dedicaren a documentar llocs d'interès turístic, com ara monestirs, destinacions rurals, etc., i a documentar les obres de servei a la comunitat d'algunes entitats feministes (com els patronats d'obreres) o d'hospital i d'esglésies.
| Fets històrics |
| --- |
| - El Patronat de la Coma, un patronat social escolar d'obreres de Mataró. - Patronat social escolar d'obreres a Badalona - L'obra de l'asil Ampar de Santa Llúcia per a cecs - L'obra de la convalescència de Sant Ignasi a sarrià - Restauració de Sant Joan de les Abadeses - Primer Campionat Femení de Femina Natació Club |

- Contingut artístic propi

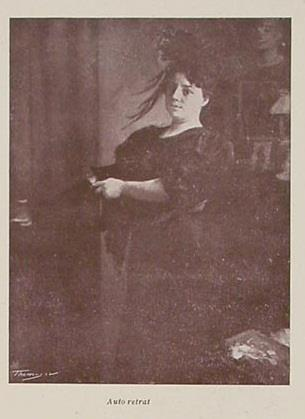
Lluïsa Vidal, col·laboradora de Feminal

Els números de Feminal comptaven amb aportacions artístiques a gairebé totes les publicacions. Era freqüent trobar-hi contes escrits pels mateixos col·laboradors com també per escriptores amb renom (per exemple, Caterina Albert), i moltes vegades els contes s'adaptaven al moment de l'any en què es trobaven.
També publicaven poesies o historietes del mateix caire; alguns escrits s'allargaven fins i tot vuit números convertint-se en una mena d'història per capítols que fomentà l'interès i la compra de la revista. També amb molta regularitat Feminal incloïa una o diverses pàgines dedicades a la música amb una partitura a cada número durant els primers anys; ja en els últims anys no era tan regular. Algunes cançons eren escrites per Carme Karr i col·laboradors, o artistes convidats, i d'altres eren tradicionals.
| Fets històrics                |
| ----------------------------- |
| - Article sobre Lluïsa Vidal. |

- L'art i la Dona

Artistes, escriptores, compositores... Tant antigues com noves. Dedicaven especial atenció a les actrius i fins i tot les visitaven i entrevistaven. Parlaven extensament d'artistes catalanes, tot i que també dedicaven atenció a artistes espanyoles i estrangeres (sobretot quan visitaven la ciutat).
| Fets històrics |
| --- |
| - Blanca de los Ríos, premiada pel seu assaig sobre Tirso de Molina, per l'Acadèmia Espanyola. 14 juny 1907. - Centro de Cultura Popular. Madrid. Iniciativa de la Marquesa d'Ayerbe. Exposicions de pintura, pirogravat, disseny tèxtil, flors artificials... El centré també tenia classes per a l'estudi de Belles Arts i Ciències, a més d'Escola de Mares "ahont s'ensenyan puericultura, cuyna, planxat, etz." - Naixement del "Premi Barrientos", en homenatge a Maria Barrientos, al món de la música - Realització de la Verge de Nostra Senyora de Pompeia per l'escultora Elisabet Sonrel - Primer Premi als Jocs Florals atorgat a una dona per primer cop: Isabel Villamartín |

- Internacional

Carme Karr s'ocupà de tenir col·laboradors arreu d'Europa i la revista comptava amb seccions com ara, "Lo que's diu a Fransa", on una corresponsal francesa redactava notícies del país veí, de tal manera que les barcelonines podien seguir les avinenteses d'alguns països europeus. També feien reportatges com ara "la dona japonesa", "la dona holandesa", etc., on parlaven de la manera de ser de les dones d'altres països.
| Fets històrics |
| --- |
| - Fundació del Saint Mary College and Academy (escola femenina a Indiana, EUA) - Escola d'agricultura a la hisenda de Studley-Castle, fundat per la Comtessa de Warwick. - Col·legi de Saint Michaels a Bognor, Anglaterra. Sota la direcció de Miss Rapdall (Lady Warden). - Primer congrés feminista a Roma. |

- Educació

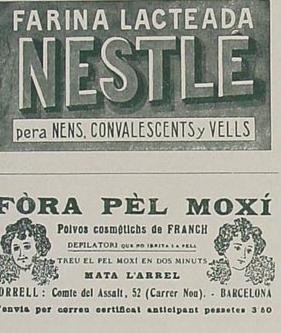
Exemple de publicitat a la revista Feminal.

La millora de l'educació femenina sempre va ser un objectiu per Carme Karr, així com el reconeixement de les mestres catalanes que no eren contractades perquè la població preferia mestres estrangeres. Parla de les escoles femenines arreu d'Europa i de les millores a l'educació catalana que es van esdevenint durant la publicació.
Amb el temps la seva postura es radicalitzà en favor del feminisme i la seva política d'educació femenina va esdevenir més incisiva.
| Fets històrics |
| --- |
| - Centre intel·lectual educatiu d'horticultura, fundat per Miss May Crooke. - Escoles de Medicina per a dones a Londres i Pennsylvania. - Fundació de l'Escola de Tall i Confecció de Moda per a la Dona, de mà de la seva directora Donya Mercè Rovira i Aliberch. - A Rafacia Sanches Aroca li concedeixen una pensió que li permet passar sis mesos a l'estranger dedicada a l'estudi de l'educació femenina a França, Bèlgica i Itàlia. - Francesca Bonnemaison de Verdaguer rep un donatiu anònim de 40.000 pesetes que destina a l'institut de la cultura i biblioteca popular per la dona. |

- Publicitat

Al final de cada número s'adjuntava publicitat de diverses empreses, com ara "Nestlé", "Licor del Polo", etc. La majoria però, estaven dirigides a l'àmbit femení, com ara medicines per nens petits o anuncis d'estètica (per exemple: Fora Pèl Moxí).
- Altres apartats

"Consultori grafològic de Feminal", on Nerto rep cartes de les lectores que volen la seva anàlisi grafològica.
"De l'illa daurada", on parlaven de Menorca i Mallorca.

## Format i aspectes tècnics[47]
| Seu       | La Il·lustració Catalana. Mallorca, 287                                          |
| Editorial | Tipografia Thomas Impremta A.López Llausás, Diputació, 95                        |
| Preu      | 1 pta., amb variació d'un 1 any que costà 10 ptes. A partir de 1917: 50 cèntims. |
| Format    | 20 pàgines a dues columnes, de format 33 x 23,5 a partir de 1917: 33x27          |

## Portades[48]
Les portades de Feminal seguien un patró que es va mantenir fins a les acaballes de la publicació. El format sempre seria el mateix: A la part de dalt, una franja d'il·lustracions florals que recollien el títol, i en un nivell superior hi figurava el títol amb què es publicava Feminal, La Ilustració Catalana impresos amb planxes que deixen un petit relleu que es pot veure en el revers de la portada. Els ornaments, així com la tipografia, tenien una clara influència modernista i estaven realitzats per Casademunt. Sota el títol hi figurava el número de publicació i la data. Durant l'últim any de la seva vida, "Feminal" va ampliar el nombre de pàgines per revista i amb això canvien alguns aspectes en el format. Les portades es dupliquen deixant la primera tal com era fins aleshores, tot i que canvien els colors, i hi ha una segona portada amb el mateix format i les corresponents imatges i títols d'aquests, però en un fons blanc.
Les imatges que tenien el privilegi de formar part de la portada eren de dos tipus: Fotografies o quadres (inclosos els gravats, dibuixos, etc.). S'estableix una relació amb el mes en què es publica la revista, és a dir, que les imatges responen a fets que ocorren en els diferents mesos.
"Feminal" comptava amb gravats al buit i moltes fotografies; a cada plana hi apareixia una orla o sanefa del mateix Casademunt; com es pot veure per la seva signatura en algun d'aquests marcs que decoraven les pàgines. És per tant que la revista era molt visual en el seu format. Veiem les imatges ja siguin reproduccions de quadres o dibuixos com de fotografies que ocupen pàgines senceres i a més a més al llarg del número.
Pel que fa a un determinat apartat dins la revista, les necrològiques, es mostren amb un marc negre sense les característiques floritures ni adorns. Aquestes necrològiques ens presenten el personatge biogràficament i parlen dels seus èxits i les coses per les quals han de ser recordats. Dediquen aquestes pàgines, sobretot, a gent important de l'ambient i la societat catalana.